# Vườn quốc gia và khu bảo tồn Wrangell–St. Elias
Vườn quốc gia và khu bảo tồn Wrangell–St. Elias và là vườn quốc gia của Hoa Kỳ và bảo tồn khu vực thiên nhiên ở phía nam trung tâm của tiểu bang Alaska. Nó được thành lập vào năm 1980 theo đạo luật Bảo tồn vùng đất được ưa thích của Alaska. khu bảo tồn này là một khu dự trữ sinh quyển của thế giới và là một phần của di sản thế giới của UNESCO với tên Các khu bảo tồn và Vườn quốc gia: Kluane, Wrangell-St. Elias, Glacier Bay, Tatshenshini-Alsek. Đây là vườn quốc gia lớn nhất tại Hoa Kỳ với diện tích tổng cộng là 13.175.799 mẫu Anh (20,587.19 sq mi; 53,320.57 km2). Vườn quốc gia bao gồm một phần lớn của dãy núi Saint Elias, trong đó bao gồm hầu hết các đỉnh núi cao nhất ở Hoa Kỳ và Canada. Wrangell-St. Elias giáp Vườn quốc gia và khu bảo tồn Kluane của Canada ở phía đông và gần Vườn quốc gia Vịnh Glacier ở phía nam. Diện tích 9.078.675 mẫu Anh (3.674.009 ha) của vườn quốc gia được chỉ định là vùng hoang dã lớn nhất tại Hoa Kỳ.
Đài tưởng niệm quốc gia Wrangell-St. Elias bước đầu đã được chỉ định vào ngày 01 tháng 12 năm 1978 bởi tổng thống Jimmy Carter theo Đạo luật Antiquities, cấp phát chính thức pháp luật để giải quyết giao đất công ở Alaska. Thành lập như là một vườn quốc gia và khu bảo tồn theo việc thông qua Đạo luật Alaska về bảo tồn quốc gia miền đất trong năm 1980. Vườn quốc gia này lớn hơn so với cả đất nước Thụy Sĩ, có mùa đông dài, lạnh và mùa hè ngắn ngủi. Nơi đây bảo vệ một loạt các động vật có vú lớn. Kiến tạo địa tầng do tác động của các dãy núi băng qua nơi đây. Điểm cao nhất của vườn quốc gia chính là đỉnh núi St Elias với độ cao 18.008 ft (5489 m), là ngọn núi cao thứ hai ở cả Hoa Kỳ và Canada. 
Núi Wrangell là một ngọn núi lửa đang hoạt động, một vài núi lửa ở phía tây dãy núi Wrangell. Cùng với đó là một loạt các sông băng bao gồm Malaspina Glacier, là sông băng lớn nhất ở Bắc Mỹ, Hubbard Glacier, sông băng dài nhất ở Alaska và Nabesna Glacier, là thung lũng sông băng dài nhất thế giới. Vùng băng đá Bagley bao gồm nhiều tính năng bao gồm 60% địa hình vĩnh viễn bị phủ trắng bởi băng tuyết ở Alaska. Tại trung tâm của vườn quốc gia, thành phố cảng Kennecott gần sông băng Kennecott Glacier là một trong những nơi giàu nhất thế giới về đồng từ 1903 đến 1938 nhưng đã bị bỏ rơi và trở thành một địa điểm lịch sử tại Hoa Kỳ